# 沙子镇 (沿河土家族自治县)
沙子镇，是中国贵州省铜仁地区沿河土家族自治县下辖的一个乡镇级行政单位。

## 行政区划
沙子镇共辖以下地区：
南庄村、青山村、十二盘村、大漆村、白泥村、明星村、龙凤村、黄金村、井坝村、米溪村、大垭口村。